# Enquestes de les eleccions al Parlament de Catalunya de 2015
Abans de les eleccions al Parlament de Catalunya de 2015, diverses organitzacions van dur a terme diverses enquestes d'opinió per mesurar la intenció de vot a Catalunya. Aquest article mostra els resultats de les enquestes. L'interval de dates per a aquests sondejos d'opinió és des de les eleccions anteriors, celebrades el 25 de novembre de 2012, fins a l'actualitat. El president Artur Mas ha anunciat que les properes eleccions se celebraran el 27 de setembre de 2015.

## Enquestes

### Vots
Seguidament, s'enumeren els resultats de les enquestes en la taula següent en ordre cronològic invers, que mostra la més recent en primer lloc, i utilitzant com a data el període en què es va dur a terme l'enquesta, en lloc del dia de publicació. Si aquesta data no es coneix, es dona la data de publicació el seu lloc. Es mostra en negreta la xifra de percentatge més alta en cada enquesta de votació, i el fons ombrejat en el color del partit. En el cas que hi hagi un empat, llavors cap quadre està ombrejat. La columna principal de la dreta mostra els punts percentuals de diferència entre els dos partits amb les xifres més altes. Quan una enquesta no mostra les dades d'un partit, la corresponent cel·la es mostra buida.
| Data                   | Firma/Font                                                                | CiU    | CDC                                      | PSC  | ERC      | PPC  | ICV-EUiA | UDC      | C's     | CUP      | P           | JxSÍ        | CSP         | Altres | Marge |      |      |     |      |
| ---------------------- | ------------------------------------------------------------------------- | ------ | ---------------------------------------- | ---- | -------- | ---- | -------- | -------- | ------- | -------- | ----------- | ----------- | ----------- | ------ | ----- | ---- | ---- | --- | ---- |
| Data                   | Firma/Font                                                                | 21 Sep | TD Arxivat 2015-09-25 a Wayback Machine. | N/D  | amb JxSí | 12.0 | amb JxSí | 11.0     | amb CSP | 2.5      | 13.0        | 7.0         | amb CSP     | Altres | Marge | 41.0 | 12.0 | 1.5 | 28.0 |
| 19 Sep                 | NC-Report                                                                 | N/D    | amb JxSí                                 | 12.2 | amb JxSí | 10.0 | amb CSP  | 3.5      | 15.4    | 5.9      | amb CSP     | 38.0        | 12.5        | 2.5    | 22.6  |      |      |     |      |
| 19 set                 | Metroscopia                                                               | N/D    | amb JxSí                                 | 11.7 | amb JxSí | 7.3  | amb CSP  | 2.7      | 14.9    | 8.4      | amb CSP     | 41.2        | 11.4        | 2.4    | 26.3  |      |      |     |      |
| 19 set                 | VozPópuli Arxivat 2015-09-20 a Wayback Machine.                           | N/D    | amb JxSí                                 | 9.6  | amb JxSí | 8.1  | amb CSP  | 4.0      | 14.5    | 6.0      | amb CSP     | 38.2        | 16.8        | 2.8    | 21.4  |      |      |     |      |
| 18 set                 | NC-Report                                                                 | N/D    | amb JxSí                                 | 11.9 | amb JxSí | 9.7  | amb CSP  | 3.7      | 15.8    | 5.6      | amb CSP     | 38.1        | 12.3        | 2.9    | 22.3  |      |      |     |      |
| 18 set                 | JM&A                                                                      | N/D    | amb JxSí                                 | 11.1 | amb JxSí | 9.9  | amb CSP  | 1.8      | 14.8    | 7.3      | amb CSP     | 40.3        | 12.0        | 2.8    | 25.5  |      |      |     |      |
| 17 set                 | NC-Report                                                                 | N/D    | amb JxSí                                 | 11.6 | amb JxSí | 9.5  | amb CSP  | 3.8      | 16.2    | 5.6      | amb CSP     | 37.9        | 12.5        | 2.9    | 21.7  |      |      |     |      |
| 18 set                 | DYM                                                                       | N/D    | amb JxSí                                 | 8,4  | amb JxSí | 11,9 | amb CSP  | 1,1      | 18,3    | 7,4      | amb CSP     | 42,4        | 10,4        | -      | 24,1  |      |      |     |      |
| 12 set                 | JxSí Arxivat 2015-09-28 a Wayback Machine.                                | N/D    | amb JxSí                                 | 9,7  | amb JxSí | 10,4 | amb CSP  | 2,0      | 14,1    | 6,7      | amb CSP     | 41,0        | 13,5        | 2,6    | 26,9  |      |      |     |      |
| 12 set                 | JM&A                                                                      | N/D    | amb JxSí                                 | 10,0 | amb JxSí | 8,3  | amb CSP  | 2,7      | 15,5    | 9,1      | amb CSP     | 39,9        | 11,3        | 3,2    | 24,4  |      |      |     |      |
| 3–8 set                | Sondaxe                                                                   | N/D    | amb JxSí                                 | 12,6 | amb JxSí | 11,5 | amb CSP  |          | 11,6    | 7,4      | amb CSP     | 42,1        | 10,2        | 4,6    | 29,5  |      |      |     |      |
| 1–8 set                | IBES                                                                      | N/D    | amb JxSí                                 | 11,1 | amb JxSí | 10,2 | amb CSP  | 2,8      | 13,4    | 7,2      | amb CSP     | 38,3        | 11,4        | 5,6    | 24,9  |      |      |     |      |
| 7 set                  | Invymark Arxivat 2015-09-14 a Wayback Machine.                            | N/D    | amb JxSí                                 | 11,1 | amb JxSí | 9,6  | amb CSP  | 1,8      | 13,9    | 5,9      | amb CSP     | 41,3        | 13,2        | 3,2    | 27,4  |      |      |     |      |
| 7 set                  | Encuestamos Arxivat 2015-09-11 a Wayback Machine.                         | N/D    | amb JxSí                                 | 12,9 | amb JxSí | 9,1  | amb CSP  | 4,0      | 12,5    | 8,4      | amb CSP     | 33,2        | 19,2        | 0,7    | 14,0  |      |      |     |      |
| 30 ago–4 set           | CIS (enquesta amb polèmica)                                               | N/D    | amb JxSí                                 | 12,2 | amb JxSí | 9,4  | amb CSP  | 1,5      | 14,8    | 5,9      | amb CSP     | 38,1        | 13,9        | 4,2    | 23,3  |      |      |     |      |
| 3 set                  | JM&A                                                                      | N/D    | amb JxSÍ                                 | 10,1 | amb JxSÍ | 8,5  | amb CSP  | 2,3      | 15,6    | 9,0      | amb CSP     | 39,8        | 11,2        | 3,5    | 24,2  |      |      |     |      |
| 1–3 set                | GAPS                                                                      | N/D    | amb JxSÍ                                 | 9,5  | amb JxSÍ | 12,3 | amb CSP  |          | 12,6    | 7,5      | amb CSP     | 43,5        | 11,5        | 3,1    | 30,9  |      |      |     |      |
| 31 ago–2 set           | GESOP                                                                     | N/D    | amb JxSÍ                                 | 10,3 | amb JxSÍ | 7,9  | amb CSP  | 2,4      | 19,9    | 6,0      | amb CSP     | 38,8        | 12,4        | 2,3    | 18,9  |      |      |     |      |
| 17–22 ago              | NC-Report Arxivat 2015-09-27 a Wayback Machine.                           | N/D    | amb JxSÍ                                 | 11,7 | amb JxSÍ | 9,3  | amb CSP  | 4,4      | 17,9    | 4,7      | amb CSP     | 36,3        | 12,3        | 3,4    | 18,4  |      |      |     |      |
| 16 – 23 juliol         | NC-Report Arxivat 2015-09-27 a Wayback Machine.                           | N/D    | amb JxSÍ                                 | 12,0 | amb JxSÍ | 8,2  | amb CSP  | 4,6      | 19,1    | 4,2      | amb CSP     | 35,8        | 12,8        | 3,3    | 16,7  |      |      |     |      |
| 21 juliol              | JM&A                                                                      | N/D    | amb JxSÍ                                 | 7,6  | amb JxSÍ | 6,7  | amb CSP  | 3,6      | 15,7    | 7,2      | amb CSP     | 39,2        | 17,0        | 3,0    | 22,2  |      |      |     |      |
| 6 – 9 juliol           | Feedback Arxivat 2015-09-24 a Wayback Machine.                            | N/D    | amb JxSÍ                                 | 7,5  | amb JxSÍ | 6,6  | amb CSP  | 3,3      | 17,0    | amb JxSÍ | amb CSP     | 46,7        | 17,5        | 1,4    | 29,2  |      |      |     |      |
| 6 – 9 juliol           | Feedback Arxivat 2015-09-24 a Wayback Machine.                            | N/D    | 22,0                                     | 9,6  | 15,0     | 7,3  | amb CSP  | 4,2      | 16,0    | 7,0      | amb CSP     | N/D         | 16,5        | 2,4    | 5,5   |      |      |     |      |
| 1 – 3 juliol           | GAPS                                                                      | N/D    | amb JxSÍ                                 | 11,0 | amb JxSÍ | 7,0  | amb CSP  | 3,0      | 12,0    | amb JxSÍ | amb CSP     | 49,0        | 18,0        | 1,0    | 31,0  |      |      |     |      |
| 1 – 3 juliol           | GAPS                                                                      | N/D    | amb JxSÍ                                 | 9,0  | amb JxSÍ | 9,0  | amb CSP  | 4,0      | 16,0    | 8,0      | amb CSP     | 32,0        | 20,0        | 2,0    | 12,0  |      |      |     |      |
| 1 – 3 juliol           | GAPS Arxivat 2015-08-26 a Wayback Machine.                                | N/D    | 19,0                                     | 12,0 | 15,0     | 6,0  | amb CSP  | 3,0      | 17,0    | 10,0     | amb CSP     | N/D         | 17,0        | 1,0    | 2,0   |      |      |     |      |
| 17 – 21 juny           | GESOP Arxivat 2015-07-15 at Archive.is                                    | N/D    | 22,4                                     | 7,0  | 12,9     | 6,0  | amb CSP  | 4,6      | 14,9    | 8,2      | amb CSP     | N/D         | 22,4        | 1,6    | 0,0   |      |      |     |      |
| 17 – 21 juny           | GESOP Arxivat 2015-07-15 at Archive.is                                    | N/D    | 23,1                                     | 7,8  | 13,8     | 5,9  | 4,2      | 4,7      | 15,1    | 9,4      | 13,8        | N/D         | No existeix | 2,2    | 8,0   |      |      |     |      |
| 17 – 21 juny           | GESOP Arxivat 2015-07-15 at Archive.is                                    | 22,7   | amb CiU                                  | 8,0  | 16,0     | 6,9  | 4,5      | amb CiU  | 16,2    | 9,8      | 13,8        | N/D         | No existeix | 2,1    | 6,5   |      |      |     |      |
| 27 – 29 abril          | Feedback                                                                  | 22,6   | amb CiU                                  | 9,9  | 16,6     | 6,6  | 6,6      | amb CiU  | 19,1    | 7,9      | 6,3         | N/D         | No existeix | 4,4    | 3,5   |      |      |     |      |
| 9 febrer – 2 març      | CEO Arxivat 2015-04-02 a Wayback Machine.                                 | 19,5   | amb CiU                                  | 8,2  | 18,9     | 10,2 | 5,8      | amb CiU  | 12,4    | 7,3      | 12,2        | N/D         | No existeix | 5,5    | 0,6   |      |      |     |      |
| 20 – 26 febrer         | GESOP                                                                     | 20,1   | amb CiU                                  | 7,9  | 17,3     | 9,8  | 6,9      | amb CiU  | 17,8    | 7,1      | 9,8         | N/D         | No existeix | 3,3    | 2,3   |      |      |     |      |
| 15 – 17 gener          | NC-Report Arxivat 2016-03-03 a Wayback Machine.                           | 21,5   | amb CiU                                  | 10,7 | 21,7     | 9,9  | 5,8      | amb CiU  | 12,9    | 3,5      | 11,4        | N/D         | No existeix | 2,6    | 0,2   |      |      |     |      |
| 2015                   |                                                                           |        |                                          |      |          |      |          |          |         |          |             |             |             |        |       |      |      |     |      |
| 9 – 13 des             | CEO Arxivat 2014-12-19 a Wayback Machine.                                 | 21,9   | amb CiU                                  | 10,3 | 21,0     | 8,8  | 6,6      | amb CiU  | 11,3    | 5,5      | 8,2         | N/D         | No existeix | 6,4    | 0,9   |      |      |     |      |
| 1 – 4 des              | Feedback                                                                  | N/D    | amb JxSÍ                                 | 11,1 | amb JxSÍ | 8,8  | 6,2      | amb JxSÍ | 14,3    | 5,9      | 11,2        | 41,7        | No existeix | 0,8    | 27,4  |      |      |     |      |
| 1 – 4 des              | Feedback                                                                  | 26,7   | amb CiU                                  | 9,3  | 18,8     | 7,2  | 4,9      | amb CiU  | 13,7    | 6,5      | 11,3        | N/D         | No existeix | 1,6    | 7,9   |      |      |     |      |
| 17 – 19 nov            | Sigma-2                                                                   | 23,8   | amb CiU                                  | 10,2 | 22,1     | 7,4  | 4,5      | amb CiU  | 9,7     | 3,8      | 14,3        | N/D         | No existeix | 4,2    | 1,7   |      |      |     |      |
| 14 – 17 nov            | GESOP                                                                     | N/D    | amb JxSÍ                                 | 10,2 | amb JxSÍ | 7,2  | 8,0      | 2,4      | 11,8    | 6,1      | 15,5        | 35,2        | No existeix | 3,6    | 19,7  |      |      |     |      |
| 14 – 17 nov            | GESOP Arxivat 2015-07-16 a Wayback Machine.                               | 20,8   | amb CiU                                  | 8,2  | 19,9     | 7,8  | 8,2      | amb CiU  | 13,5    | 5,2      | 13,8        | No existeix | No existeix | 2,6    | 0,9   |      |      |     |      |
| 13 – 15 nov            | NC-Report                                                                 | 22,8   | amb CiU                                  | 10,8 | 21,0     | 10,0 | 6,0      | amb CiU  | 12,0    | 3,7      | 10,9        | No existeix | No existeix | 2,8    | 1,8   |      |      |     |      |
| 7 nov                  | JM&A                                                                      | 21,3   | amb CiU                                  | 10,9 | 20,1     | 8,6  | 6,5      | amb CiU  | 6,5     | 6,1      | 9,8         | No existeix | No existeix | 10,2   | 1,2   |      |      |     |      |
| 29 set – 23 oct        | CEO Arxivat 2014-10-31 a Wayback Machine.                                 | 19,4   | amb CiU                                  | 11,2 | 23,2     | 8,6  | 7,2      | amb CiU  | 7,0     | 6,5      | 8,5         | No existeix | No existeix | 8,4    | 3,8   |      |      |     |      |
| 14 – 18 oct            | NC-Report Arxivat 2016-03-03 a Wayback Machine.                           | 17,5   | amb CiU                                  | 11,8 | 23,0     | 10,9 | 6,9      | amb CiU  | 13,0    | 4,2      | 9,2         | No existeix | No existeix | 3,5    | 5,5   |      |      |     |      |
| 1 – 6 set              | NC-Report Arxivat 2016-03-03 a Wayback Machine.                           | 18,1   | amb CiU                                  | 11,8 | 23,0     | 10,7 | 7,0      | amb CiU  | 13,0    | 4,6      | 8,1         | No existeix | No existeix | 3,7    | 4,9   |      |      |     |      |
| 26 – 29 ago            | Sigma-2                                                                   | 19,1   | amb CiU                                  | 13,8 | 23,2     | 9,5  | 5,6      | amb CiU  | 7,5     | 3,6      | 12,4        | No existeix | No existeix | 5,3    | 4,1   |      |      |     |      |
| 22 – 26 juliol         | NC-Report Arxivat 2016-03-03 a Wayback Machine.                           | N/D    | 13,3                                     | 11,9 | 22,8     | 10,8 | 7,5      | 5,9      | 12,7    | 4,9      | 6,9         | No existeix | No existeix | 3,3    | 9,5   |      |      |     |      |
| 22 – 26 juliol         | NC-Report Arxivat 2016-03-03 a Wayback Machine.                           | 19,2   | amb CiU                                  | 11,9 | 22,8     | 10,8 | 7,5      | amb CiU  | 12,7    | 4,9      | 6,9         | No existeix | No existeix | 3,3    | 3,6   |      |      |     |      |
| 16 – 18 juny           | GESOP                                                                     | N/D    | 17,5                                     | 7,7  | 23,4     | 6,9  | 8,7      | 5,1      | 11,7    | 4,5      | 8,0         | No existeix | No existeix | 6,4    | 5,9   |      |      |     |      |
| 16 – 18 juny           | GESOP                                                                     | 18,5   | amb CiU                                  | 8,9  | 23,9     | 9,5  | 8,6      | amb CiU  | 12,2    | 4,7      | 8,5         | No existeix | No existeix | 5,2    | 5,4   |      |      |     |      |
| 25 de maig de 2014     | Eleccions al Parlament Europeu                                            | 21,8   | amb CiU                                  | 14,3 | 23,7     | 9,8  | 10,3     | amb CiU  | 6,3     | N/D      | 4,7         | No existeix | No existeix | 9,1    | 1,9   |      |      |     |      |
| 30 abril – 8 maig      | Feedback                                                                  | 23,9   | amb CiU                                  | 12,7 | 22,5     | 12,4 | 9,8      | amb CiU  | 11,5    | 5,2      |             | No existeix | No existeix | 2,0    | 1,4   |      |      |     |      |
| 24 març – 15 abril     | CEO Arxivat 2016-03-03 a Wayback Machine.                                 | 22,0   | amb CiU                                  | 11,4 | 21,8     | 9,2  | 11,7     | amb CiU  | 11,6    | 6,6      |             | No existeix | No existeix | 5,7    | 0,2   |      |      |     |      |
| 7 – 12 abril           | NC-Report Arxivat 2016-03-03 a Wayback Machine.                           | 21,9   | amb CiU                                  | 12,8 | 22,3     | 11,2 | 9,5      | amb CiU  | 12,6    | 5,3      |             | No existeix | No existeix | 4,4    | 0,4   |      |      |     |      |
| 15 març                | Ara                                                                       | 22,3   | amb CiU                                  | 11,0 | 23,0     | 9,2  | 10,7     | amb CiU  | 13,1    | 4,9      |             | No existeix | No existeix | 5,8    | 0,7   |      |      |     |      |
| 26 – 28 febrer         | GESOP                                                                     | 22,5   | amb CiU                                  | 11,0 | 21,7     | 9,0  | 11,5     | amb CiU  | 13,9    | 4,5      |             | No existeix | No existeix | 5,9    | 0,8   |      |      |     |      |
| 5 – 10 febrer          | Sondeos R,A                                                               | 22,9   | amb CiU                                  | 11,2 | 23,2     | 10,8 | 9,6      | amb CiU  | 13,1    | 5,5      |             | No existeix | No existeix | 3,6    | 0,3   |      |      |     |      |
| 20 – 25 gener          | NC-Report                                                                 | 22,8   | amb CiU                                  | 12,6 | 20,8     | 11,8 | 9,9      | amb CiU  | 10,9    | 5,3      |             | No existeix | No existeix | 5,9    | 2,0   |      |      |     |      |
| 2014                   |                                                                           |        |                                          |      |          |      |          |          |         |          |             |             |             |        |       |      |      |     |      |
| 16 – 19 des            | Feedback                                                                  | 22,5   | amb CiU                                  | 12,4 | 23,5     | 9,5  | 10,1     | amb CiU  | 14,2    | 4,4      | No existeix | No existeix | No existeix | 3,4    | 1,0   |      |      |     |      |
| 9 – 14 des             | NC-Report Arxivat 2013-12-16 a Wayback Machine.                           | 22,9   | amb CiU                                  | 12,1 | 21,9     | 11,7 | 9,9      | amb CiU  | 11,1    | 6,0      | No existeix | No existeix | No existeix | 4,4    | 1,0   |      |      |     |      |
| 12 – 13 des            | Sigma-2                                                                   | 24,3   | amb CiU                                  | 12,5 | 20,6     | 11,5 | 8,7      | amb CiU  | 10,2    | 6,0      | No existeix | No existeix | No existeix | 6,2    | 3,7   |      |      |     |      |
| 4 – 14 nov             | CEO                                                                       | 22,2   | amb CiU                                  | 11,1 | 24,2     | 9,4  | 9,8      | amb CiU  | 12,2    | 5,2      | No existeix | No existeix | No existeix | 5,9    | 2,0   |      |      |     |      |
| 28 – 30 oct            | Metroscopia                                                               | 19,4   | amb CiU                                  | 8,4  | 23,2     | 7,5  | 10,5     | amb CiU  | 15,3    | 4,9      | No existeix | No existeix | No existeix | 10,8   | 3,8   |      |      |     |      |
| 16 – 18 oct            | GESOP                                                                     | 20,2   | amb CiU                                  | 11,1 | 22,8     | 10,1 | 11,5     | amb CiU  | 13,5    | 4,4      | No existeix | No existeix | No existeix | 6,4    | 2,6   |      |      |     |      |
| 30 set – 4 oct         | Feedback                                                                  | 23,9   | amb CiU                                  | 11,9 | 24,2     | 10,6 | 10,3     | amb CiU  | 9,6     | 5,2      | No existeix | No existeix | No existeix | 4,3    | 0,3   |      |      |     |      |
| 2 – 7 set              | My Word Arxivat 2014-03-30 a Wayback Machine.                             | 20,7   | amb CiU                                  | 10,5 | 22,1     | 7,0  | 12,1     | amb CiU  | 12,6    | 3,3      | No existeix | No existeix | No existeix | 11,7   | 1,4   |      |      |     |      |
| 31 maig – 13 juny      | CEO Arxivat 2015-12-29 a Wayback Machine.                                 | 22,8   | amb CiU                                  | 12,1 | 24,4     | 10,4 | 9,6      | amb CiU  | 9,5     | 4,9      | No existeix | No existeix | No existeix | 6,3    | 1,6   |      |      |     |      |
| 28 – 31 maig           | GESOP                                                                     | 21,4   | amb CiU                                  | 12,2 | 24,3     | 10,2 | 12,2     | amb CiU  | 10,0    | 3,5      | No existeix | No existeix | No existeix | 6,2    | 2,9   |      |      |     |      |
| 25 març                | NC-Report Arxivat 2016-03-03 a Wayback Machine.                           | 25,8   | amb CiU                                  | 11,8 | 17,6     | 12,7 | 9,1      | amb CiU  | 10,7    | 5,7      | No existeix | No existeix | No existeix | 6,6    | 8,2   |      |      |     |      |
| 4 – 14 febrer          | CEO                                                                       | 24,8   | amb CiU                                  | 15,3 | 18,2     | 11,9 | 10,1     | amb CiU  | 9,1     | 4,5      | No existeix | No existeix | No existeix | 6,1    | 6,6   |      |      |     |      |
| 14 – 16 gener          | GESOP                                                                     | 25,2   | amb CiU                                  | 13,4 | 16,9     | 11,5 | 10,0     | amb CiU  | 9,8     | 5,2      | No existeix | No existeix | No existeix | 8,0    | 8,3   |      |      |     |      |
| 2013                   |                                                                           |        |                                          |      |          |      |          |          |         |          |             |             |             |        |       |      |      |     |      |
| 27 des                 | NC-Report                                                                 | 29,1   | amb CiU                                  | 14,5 | 14,6     | 13,3 | 9,7      | amb CiU  | 7,8     | 3,6      |             |             |             | 7,4    | 14,5  |      |      |     |      |
| 25 de novembre de 2012 | Eleccions al Parlament de Catalunya Arxivat 2015-07-16 a Wayback Machine. | 30,7   | (22,7)                                   | 14,4 | 13,7     | 13,0 | 9,9      | (8,0)    | 7,6     | 3,5      | 7,2         | 16,3        |             |        |       |      |      |     |      |

### Escons
A continuació se situen les enquestes que mostren projeccions d'escons. Les xifres més altes d'escons en cada enquesta de votació tenen el seu fons en el color del partit amb millors xifres. En el cas que hi hagi un empat, no hi ha color de fons Es necessiten 68 escons per a la majoria absoluta al Parlament de Catalunya,
| Data                   | Firma/font                                                                | CiU     | CDC                                      | PSC     | ERC      | PPC     | ICV-EUiA | UDC      | C's     | CUP      | P           | JxSÍ        | CSP         | Altres |       |    |   |
| ---------------------- | ------------------------------------------------------------------------- | ------- | ---------------------------------------- | ------- | -------- | ------- | -------- | -------- | ------- | -------- | ----------- | ----------- | ----------- | ------ | ----- | -- | - |
| Data                   | Firma/font                                                                | 21 Sep  | TD Arxivat 2015-09-25 a Wayback Machine. | N/D     | amb JxSí | 14−15   | amb JxSí | 13       | amb CSP | 0−3      | 18−20       | 9           | amb CSP     | Altres | 62−64 | 15 | 0 |
| 19 Sep                 | NC-Report                                                                 | N/D     | amb JxSí                                 | 15−16   | amb JxSí | 13−14   | amb CSP  | 3−5      | 20−22   | 7−8      | amb CSP     | 59−60       | 15−16       | 0      |       |    |   |
| 19 set                 | Metroscopia                                                               | N/D     | amb JxSí                                 | 14      | amb JxSí | 10      | amb CSP  | 0−2      | 19      | 10−11    | amb CSP     | 66−67       | 14          | 0      |       |    |   |
| 19 set                 | VozPópuli Arxivat 2015-09-20 a Wayback Machine.                           | N/D     | amb JxSí                                 | 13      | amb JxSí | 11      | amb CSP  | 6        | 20      | 8        | amb CSP     | 54          | 23          | 0      |       |    |   |
| 18 set                 | NC-Report                                                                 | N/D     | amb JxSí                                 | 15−16   | amb JxSí | 12−13   | amb CSP  | 4−5      | 21−22   | 6−7      | amb CSP     | 59−60       | 15−16       | 0      |       |    |   |
| 18 set                 | JM&A                                                                      | N/D     | amb JxSí                                 | 14      | amb JxSí | 13      | amb CSP  | 0        | 20      | 9        | amb CSP     | 64          | 15          | 0      |       |    |   |
| 17 set                 | NC-Report                                                                 | N/D     | amb JxSí                                 | 15−16   | amb JxSí | 12−13   | amb CSP  | 4−5      | 22−23   | 5−6      | amb CSP     | 59−60       | 16          | 0      |       |    |   |
| 18 set                 | DYM                                                                       | N/D     | amb JxSí                                 | 10-11   | amb JxSí | 16      | amb CSP  | 0        | 21-23   | 10-11    | amb CSP     | 63−65       | 12          | 0      |       |    |   |
| 16 set                 | Sigma-2                                                                   | N/D     | amb JxSí                                 | 12      | amb JxSí | 11-13   | amb CSP  | 0        | 20      | 10       | amb CSP     | 65−66       | 15-17       | 0      |       |    |   |
| 12 set                 | JxSí Arxivat 2015-09-28 a Wayback Machine.                                | N/D     | amb JxSí                                 | 13−15   | amb JxSí | 13−15   | amb CSP  | 0        | 17−18   | 8−9      | amb CSP     | 64−66       | 17−19       | 0      |       |    |   |
| 12 set                 | JM&A                                                                      | N/D     | amb JxSí                                 | 14      | amb JxSí | 13      | amb CSP  | 0        | 21      | 12       | amb CSP     | 60          | 15          | 0      |       |    |   |
| 8 set                  | El Periódico                                                              | N/D     | amb JxSí                                 | 11−13   | amb JxSí | 11−13   | amb CSP  | 0        | 19−21   | 5−6      | amb CSP     | 65−68       | 18−20       | 0      |       |    |   |
| 3–8 set                | Sondaxe                                                                   | N/D     | amb JxSí                                 | 16      | amb JxSí | 16      | amb CSP  | 0        | 16      | 8        | amb CSP     | 65          | 14          | 0      |       |    |   |
| 1–8 set                | IBES                                                                      | N/D     | amb JxSí                                 | 15−16   | amb JxSí | 12−13   | amb CSP  | 0−2      | 18−19   | 9−10     | amb CSP     | 64−65       | 13−14       | 0      |       |    |   |
| 7 set                  | Invymark Arxivat 2015-09-14 a Wayback Machine.                            | N/D     | amb JxSí                                 | 15      | amb JxSí | 13      | amb CSP  | 0        | 19      | 8        | amb CSP     | 63          | 17          | 0      |       |    |   |
| 30 ago–4 set           | CIS (enquesta amb polèmica)                                               | N/D     | amb JxSí                                 | 16−17   | amb JxSí | 12−13   | amb CSP  | 0        | 19−20   | 8        | amb CSP     | 60−61       | 18−19       | 0      |       |    |   |
| 3 set                  | JM&A                                                                      | N/D     | amb JxSí                                 | 13      | amb JxSí | 11−12   | amb CSP  | 0−2      | 20−21   | 13       | amb CSP     | 60          | 16          | 0      |       |    |   |
| 1–3 set                | GAPS                                                                      | N/D     | amb JxSí                                 | 12−13   | amb JxSí | 14−17   | amb CSP  | 0        | 15−18   | 8−10     | amb CSP     | 65−70       | 12−16       | 0      |       |    |   |
| 31 ago–3 set           | Sigma-2                                                                   | N/D     | amb JxSí                                 | 14−15   | amb JxSí | 13      | amb CSP  | 3        | 16−17   | 8−9      | amb CSP     | 62−65       | 15−17       | 0      |       |    |   |
| 31 ago–2 set           | GESOP                                                                     | N/D     | amb JxSÍ                                 | 13−14   | amb JxSÍ | 10−11   | amb CSP  | 0−2      | 25−27   | 7−8      | amb CSP     | 60−62       | 15−17       | 0      |       |    |   |
| 28 ago                 | ERC Arxivat 2015-09-06 a Wayback Machine.                                 | N/D     | amb JxSÍ                                 | 15−16   | amb JxSÍ | 8−9     | amb CSP  | 11−13    | 16      | 11−12    | amb CSP     | 48−51       | 21−23       | 0      |       |    |   |
| 27 ago                 | JM&A                                                                      | N/D     | amb JxSÍ                                 | 15      | amb JxSÍ | 11      | amb CSP  | 6        | 23      | 7        | amb CSP     | 55          | 18          | 0      |       |    |   |
| 17–22 ago              | NC-Report Arxivat 2015-09-27 a Wayback Machine.                           | N/D     | amb JxSÍ                                 | 16      | amb JxSÍ | 12      | amb CSP  | 5        | 25      | 4        | amb CSP     | 57          | 16          | 0      |       |    |   |
| 27 juliol              | PP Arxivat 2015-09-07 a Wayback Machine.                                  | N/D     | amb JxSÍ                                 | 14−16   | amb JxSÍ | 5−7     | amb CSP  | 7−10     | 20      | 12       | amb CSP     | 50          | 22          | 0      |       |    |   |
| 16 – 23 juliol         | NC-Report Arxivat 2015-09-27 a Wayback Machine.                           | N/D     | amb JxSÍ                                 | 18      | amb JxSÍ | 10      | amb CSP  | 5        | 27      | 3        | amb CSP     | 56          | 16          | 0      |       |    |   |
| 21 juliol              | JM&A                                                                      | N/D     | amb JxSÍ                                 | 10      | amb JxSÍ | 9       | amb CSP  | 3        | 21      | 10       | amb CSP     | 59          | 23          | 0      |       |    |   |
| 6 – 9 juliol           | Feedback Arxivat 2015-09-24 a Wayback Machine.                            | N/D     | amb JxSÍ                                 | 9 / 10  | amb JxSÍ | 7 / 9   | amb CSP  | 2 / 3    | 21 / 23 | amb JxSÍ | amb CSP     | 68 / 72     | 22 / 23     | 0      |       |    |   |
| 6 – 9 juliol           | Feedback Arxivat 2015-09-24 a Wayback Machine.                            | N/D     | 32 / 34                                  | 13      | 22       | 9 / 10  | amb CSP  | 3 / 6    | 22      | 9 / 10   | amb CSP     | N/D         | 20 / 22     | 0      |       |    |   |
| 4 juliol               | JM&A                                                                      | N/D     | 33                                       | 10      | 25       | 9       | amb CSP  | 6        | 20      | 9        | amb CSP     | N/D         | 23          | 0      |       |    |   |
| 1 – 3 juliol           | GAPS                                                                      | N/D     | amb JxSÍ                                 | 13      | amb JxSÍ | 8       | amb CSP  | 2        | 14      | amb JxSÍ | amb CSP     | 75          | 23          | 0      |       |    |   |
| 1 – 3 juliol           | GAPS                                                                      | N/D     | amb JxSÍ                                 | 12      | amb JxSÍ | 12      | amb CSP  | 3        | 20      | 10       | amb CSP     | 52          | 26          | 0      |       |    |   |
| 1 – 3 juliol           | GAPS Arxivat 2015-08-26 a Wayback Machine.                                | N/D     | 30                                       | 15      | 25       | 8       | amb CSP  | 2        | 21      | 12       | amb CSP     | N/D         | 22          | 0      |       |    |   |
| 17 – 21 juny           | GESOP Arxivat 2015-07-15 at Archive.is                                    | N/D     | 33 / 35                                  | 8 / 9   | 19 / 20  | 6 / 7   | amb CSP  | 6 / 7    | 19 / 20 | 11 / 12  | amb CSP     | N/D         | 30 / 31     | 0      |       |    |   |
| 17 – 21 juny           | GESOP Arxivat 2015-07-15 at Archive.is                                    | N/D     | 34 / 36                                  | 10 / 11 | 20 / 21  | 6 / 7   | 4 / 5    | 6 / 7    | 19 / 20 | 12 / 13  | 18 / 19     | N/D         | No existeix | 0      |       |    |   |
| 17 – 21 juny           | GESOP Arxivat 2015-07-15 at Archive.is                                    | 34 / 35 | amb CiU                                  | 10 / 11 | 24 / 25  | 8 / 9   | 4 / 5    | amb CiU  | 20 / 21 | 12 / 13  | 19 / 20     | N/D         | No existeix | 0      |       |    |   |
| 27 – 29 abril          | Feedback                                                                  | 35 / 36 | amb CiU                                  | 12 / 13 | 26 / 27  | 9       | 8        | amb CiU  | 26      | 10 / 11  | 6 / 8       | N/D         | No existeix | 0      |       |    |   |
| 9 febrer – 2 març      | CEO Arxivat 2015-04-02 a Wayback Machine.                                 | 31 / 32 | amb CiU                                  | 11 / 12 | 30 / 31  | 13 / 14 | 6 / 8    | amb CiU  | 16 / 17 | 10 / 11  | 16 / 17     | N/D         | No existeix | 0      |       |    |   |
| 20 – 26 febrer         | GESOP                                                                     | 31 / 32 | amb CiU                                  | 10 / 11 | 27 / 28  | 12 / 13 | 8 / 9    | amb CiU  | 23 / 24 | 9 / 10   | 11 / 12     | N/D         | No existeix | 0      |       |    |   |
| 26 gener               | CiU Arxivat 2015-07-16 a Wayback Machine.                                 | 43      | amb CiU                                  | 10      | 30       | 10      | 6        | amb CiU  | 16 / 17 | 7 / 8    | 10 / 11     | N/D         | No existeix | 0      |       |    |   |
| 15 – 17 gener          | NC-Report Arxivat 2016-03-03 a Wayback Machine.                           | 34      | amb CiU                                  | 15      | 33       | 13      | 7        | amb CiU  | 16      | 3        | 14          | N/D         | No existeix | 0      |       |    |   |
| 2015                   |                                                                           |         |                                          |         |          |         |          |          |         |          |             |             |             |        |       |    |   |
| 4 – 14 des             | Tàstic                                                                    | 31 / 33 | amb CiU                                  | 11 / 12 | 36 / 38  | 5       | 4 / 5    | amb CiU  | 13 / 14 | 7 / 8    | 24 / 25     | N/D         | No existeix | 0      |       |    |   |
| 9 – 13 des             | CEO Arxivat 2014-12-19 a Wayback Machine.                                 | 34 / 36 | amb CiU                                  | 13 / 14 | 34 / 35  | 11 / 12 | 7 / 8    | amb CiU  | 14 / 16 | 7 / 8    | 9 / 11      | N/D         | No existeix | 0      |       |    |   |
| 1 – 4 des              | Feedback                                                                  | N/D     | amb JxSÍ                                 | 13      | amb JxSÍ | 11      | 7        | amb JxSÍ | 19      | 6        | 15          | 64          | No existeix | 0      |       |    |   |
| 1 – 4 des              | Feedback                                                                  | 40      | amb CiU                                  | 12      | 27       | 9       | 6        | amb CiU  | 19      | 8        | 14          | N/D         | No existeix | 0      |       |    |   |
| 17 – 19 nov            | Sigma-2                                                                   | 36      | amb CiU                                  | 14      | 34       | 9       | 4        | amb CiU  | 14      | 4        | 20          | N/D         | No existeix | 0      |       |    |   |
| 14 – 17 nov            | GESOP                                                                     | N/D     | amb JxSÍ                                 | 13 / 14 | amb JxSÍ | 9 / 10  | 9 / 11   | 0        | 15 / 16 | 8        | 20 / 21     | 58 / 60     | No existeix | 0      |       |    |   |
| 14 – 17 nov            | GESOP                                                                     | 32 / 34 | amb CiU                                  | 10 / 11 | 31 / 33  | 10 / 11 | 10 / 11  | amb CiU  | 16 / 17 | 6        | 16 / 17     | No existeix | No existeix | 0      |       |    |   |
| 13 – 15 nov            | NC-Report                                                                 | 34      | amb CiU                                  | 16      | 32       | 13      | 7        | amb CiU  | 15      | 4        | 14          | No existeix | No existeix | 0      |       |    |   |
| 7 nov                  | JM&A                                                                      | 34      | amb CiU                                  | 15      | 33       | 12      | 9        | amb CiU  | 8       | 8        | 16          | No existeix | No existeix | 0      |       |    |   |
| 29 set – 23 oct        | CEO Arxivat 2014-10-31 a Wayback Machine.                                 | 32 / 33 | amb CiU                                  | 14 / 16 | 38 / 39  | 11 / 13 | 8 / 9    | amb CiU  | 8 / 9   | 8 / 9    | 10 / 11     | No existeix | No existeix | 0      |       |    |   |
| 14 – 18 oct            | NC-Report Arxivat 2016-03-03 a Wayback Machine.                           | 26 / 28 | amb CiU                                  | 15 / 17 | 33 / 34  | 14 / 17 | 7 / 8    | amb CiU  | 16 / 18 | 5        | 12          | No existeix | No existeix | 0      |       |    |   |
| 1 – 6 set              | NC-Report Arxivat 2016-03-03 a Wayback Machine.                           | 27 / 30 | amb CiU                                  | 16 / 17 | 33 / 37  | 13 / 16 | 9        | amb CiU  | 16 / 17 | 5 / 6    | 9 / 11      | No existeix | No existeix | 0      |       |    |   |
| 26 – 29 ago            | Sigma-2                                                                   | 30      | amb CiU                                  | 20      | 35       | 13      | 8        | amb CiU  | 9       | 3        | 17          | No existeix | No existeix | 0      |       |    |   |
| 22 – 26 juliol         | NC-Report Arxivat 2016-03-03 a Wayback Machine.                           | 29 / 31 | amb CiU                                  | 16 / 18 | 33 / 35  | 13 / 16 | 9        | amb CiU  | 16      | 6        | 8           | No existeix | No existeix | 0      |       |    |   |
| 16 – 18 juny           | GESOP                                                                     | N/D     | 27 / 29                                  | 10      | 39 / 40  | 8 / 9   | 11 / 12  | 6 / 7    | 16      | 6        | 9 / 10      | No existeix | No existeix | 0      |       |    |   |
| 16 – 18 juny           | GESOP                                                                     | 29 / 30 | amb CiU                                  | 11 / 12 | 39       | 13      | 10 / 11  | amb CiU  | 16 / 17 | 6        | 9 / 10      | No existeix | No existeix | 0      |       |    |   |
| 25 de maig de 2014     | Eleccions al Parlament Europeu                                            | (36)    | amb CiU                                  | (20)    | (40)     | (12)    | (15)     | amb CiU  | (7)     | N/D      | (5)         | No existeix | No existeix | (0)    |       |    |   |
| 30 abril – 8 maig      | Feedback                                                                  | 37      | amb CiU                                  | 16      | 34       | 16      | 11       | amb CiU  | 15      | 6        | 0           | No existeix | No existeix | 0      |       |    |   |
| 24 març – 15 abril     | CEO Arxivat 2016-03-03 a Wayback Machine.                                 | 35 / 36 | amb CiU                                  | 14 / 15 | 34 / 35  | 12 / 13 | 14 / 15  | amb CiU  | 14 / 15 | 7 / 9    | 0           | No existeix | No existeix | 0      |       |    |   |
| 7 – 12 abril           | NC-Report Arxivat 2016-03-03 a Wayback Machine.                           | 33 / 35 | amb CiU                                  | 18      | 33 / 34  | 15 / 16 | 12       | amb CiU  | 16 / 17 | 6        | 0           | No existeix | No existeix | 0      |       |    |   |
| 26 – 28 febrer         | GESOP                                                                     | 35 / 36 | amb CiU                                  | 14 / 15 | 34 / 35  | 12 / 13 | 14 / 15  | amb CiU  | 17 / 18 | 6        | 0           | No existeix | No existeix | 0      |       |    |   |
| 5 – 10 febrer          | Sondeos R,A                                                               | 34 / 36 | amb CiU                                  | 13 / 15 | 36 / 38  | 13 / 15 | 12 / 14  | amb CiU  | 16 / 18 | 6 / 7    | 0           | No existeix | No existeix | 0      |       |    |   |
| 20 – 25 gener          | NC-Report                                                                 | 33 / 34 | amb CiU                                  | 17 / 18 | 31       | 16      | 14       | amb CiU  | 16      | 7        | 0           | No existeix | No existeix | 0      |       |    |   |
| 2014                   |                                                                           |         |                                          |         |          |         |          |          |         |          |             |             |             |        |       |    |   |
| 16 – 19 des            | Feedback                                                                  | 34 / 36 | amb CiU                                  | 16      | 35 / 37  | 13      | 12 / 13  | amb CiU  | 18      | 5 / 6    | No existeix | No existeix | No existeix | 0      |       |    |   |
| 9 – 14 des             | NC-Report Arxivat 2013-12-16 a Wayback Machine.                           | 35 / 36 | amb CiU                                  | 16 / 17 | 32 / 33  | 14 / 16 | 13       | amb CiU  | 15      | 7        | No existeix | No existeix | No existeix | 0      |       |    |   |
| 12 – 13 des            | Sigma-2                                                                   | 38 / 39 | amb CiU                                  | 16      | 32 / 34  | 15 / 16 | 11       | amb CiU  | 12 / 14 | 7 / 9    | No existeix | No existeix | No existeix | 0      |       |    |   |
| 4 – 14 nov             | CEO                                                                       | 34 / 36 | amb CiU                                  | 14 / 16 | 37 / 39  | 13 / 14 | 12 / 14  | amb CiU  | 15 / 17 | 6 / 7    | No existeix | No existeix | No existeix | 0      |       |    |   |
| 28 – 30 oct            | Metroscopia                                                               | 32      | amb CiU                                  | 13      | 37       | 12      | 14       | amb CiU  | 21      | 6        | No existeix | No existeix | No existeix | 0      |       |    |   |
| 16 – 18 oct            | GESOP                                                                     | 31 / 32 | amb CiU                                  | 14 / 16 | 36 / 38  | 13 / 14 | 14 / 15  | amb CiU  | 16 / 18 | 5 / 6    | No existeix | No existeix | No existeix | 0      |       |    |   |
| 30 set – 4 oct         | Feedback                                                                  | 36 / 37 | amb CiU                                  | 15 / 16 | 36 / 37  | 14 / 16 | 12 / 13  | amb CiU  | 12 / 13 | 6        | No existeix | No existeix | No existeix | 0      |       |    |   |
| 31 maig – 13 juny      | CEO Arxivat 2015-12-29 a Wayback Machine.                                 | 35 / 37 | amb CiU                                  | 16      | 38 / 39  | 13 / 14 | 13 / 14  | amb CiU  | 12      | 6        | No existeix | No existeix | No existeix | 0      |       |    |   |
| 28 – 31 maig           | GESOP                                                                     | 34 / 35 | amb CiU                                  | 16 / 17 | 39 / 40  | 13 / 14 | 15 / 16  | amb CiU  | 12 / 13 | 3        | No existeix | No existeix | No existeix | 0      |       |    |   |
| 25 març                | NC-Report Arxivat 2016-03-03 a Wayback Machine.                           | 39 / 42 | amb CiU                                  | 15 / 16 | 27 / 28  | 18 / 19 | 12       | amb CiU  | 14 / 15 | 7        | No existeix | No existeix | No existeix | 0      |       |    |   |
| 4 – 14 febrer          | CEO                                                                       | 40 / 42 | amb CiU                                  | 19 / 20 | 27 / 28  | 16 / 17 | 12 / 13  | amb CiU  | 11 / 12 | 4 / 6    | No existeix | No existeix | No existeix | 0      |       |    |   |
| 14 – 16 gener          | GESOP                                                                     | 40 / 42 | amb CiU                                  | 18 / 19 | 27 / 28  | 16 / 17 | 12 / 13  | amb CiU  | 12 / 13 | 6 / 7    | No existeix | No existeix | No existeix | 0      |       |    |   |
| 2013                   |                                                                           |         |                                          |         |          |         |          |          |         |          |             |             |             |        |       |    |   |
| 27 des                 | NC-Report                                                                 | 48      | amb CiU                                  | 20      | 23       | 19      | 13       | amb CiU  | 9       | 3        |             |             |             | 0      |       |    |   |
| 25 de novembre de 2012 | Eleccions al Parlament de Catalunya Arxivat 2015-07-16 a Wayback Machine. | 50      | (37)                                     | 20      | 21       | 19      | 13       | (13)     | 9       | 3        | 0           |             |             |        |       |    |   |

### Preferència de vot
Intenció directa de vot
A continuació es troben les enquestes que mostren la intenció directa de vot. La xifra de percentatge més alta en cada enquesta es mostra en negreta, i el fons s'ombreja en el color de la part majoritari. En el cas que hi hagi un empat, no hi ha color de fons.
| Data                   | Firma/font                                                                | CiU          | CDC      | PSC | ERC      | PPC | ICV-EUiA | UDC      | C's  | CUP | P           | JxSÍ        | CSP         | Altres | Cap  | NS/NC |     |     |     |      |      |
| ---------------------- | ------------------------------------------------------------------------- | ------------ | -------- | --- | -------- | --- | -------- | -------- | ---- | --- | ----------- | ----------- | ----------- | ------ | ---- | ----- | --- | --- | --- | ---- | ---- |
| Data                   | Firma/font                                                                | 6 – 9 juliol | Feedback | N/D | 16,1     | 7,7 | 12,8     | 3,9      | 4,4  | 1,7 | 14,1        | 6,0         | 10,1        | Altres | Cap  | NS/NC | N/D | N/D | 1,7 | 21,5 | 21,5 |
| 2 – 24 juny            | CEO Arxivat 2015-07-04 a Wayback Machine.                                 | 13,3         | amb CiU  | 9,2 | 13,3     | 2,4 | 3,5      | amb CiU  | 6,6  | 7,6 | 10,8        | N/D         | N/D         | 6,8    | 7,9  | 18.6  |     |     |     |      |      |
| 17 – 21 juny           | GESOP                                                                     | N/D          | 17,0     | 6,9 | 13,8     | 2,9 | amb CSP  | 3,3      | 11,0 | 7,6 | amb CSP     | N/D         | 22,4        | 2,9    | 3,5  | 8,7   |     |     |     |      |      |
| 17 – 21 juny           | GESOP                                                                     | 17,4         | amb CiU  | 6,8 | 15,9     | 2,8 | 4,0      | amb CiU  | 11,6 | 8,9 | 11,9        | N/D         | No existeix | 3,7    | 4,6  | 12,4  |     |     |     |      |      |
| 9 febrer – 2 març      | CEO Arxivat 2015-04-02 a Wayback Machine.                                 | 13,2         | amb CiU  | 6,8 | 17,3     | 2,2 | 3,8      | amb CiU  | 7,7  | 7,3 | 11,6        | N/D         | No existeix | 5,7    | 9,7  | 14,7  |     |     |     |      |      |
| 20 – 26 febrer         | GESOP                                                                     | 14,6         | amb CiU  | 5,1 | 16,8     | 3,1 | 4,4      | amb CiU  | 13,9 | 5,9 | 8,6         | N/D         | No existeix | 7,0    | 5,5  | 15,1  |     |     |     |      |      |
| 2015                   |                                                                           |              |          |     |          |     |          |          |      |     |             |             |             |        |      |       |     |     |     |      |      |
| 4 – 14 des             | Tàstic                                                                    | N/D          | amb JxSÍ | 4,5 | amb JxSÍ | 2,2 | 7,8      | amb JxSÍ | 3,2  | 3,0 | 13,8        | 33,4        | No existeix | 10,0   | 10,0 | 22,0  |     |     |     |      |      |
| 4 – 14 des             | Tàstic                                                                    | 18,8         | amb CiU  | 5,2 | 15,1     | 1,3 | 5,9      | amb CiU  | 1,3  | 5,3 | 12,6        | N/D         | No existeix | 7,0    | 7,0  | 27,4  |     |     |     |      |      |
| 4 – 14 des             | Tàstic                                                                    | 14,4         | amb CiU  | 4,0 | 17,9     | 1,7 | 3,1      | amb CiU  | 7,8  | 4,7 | 17,3        | N/D         | No existeix | 9,4    | 9,4  | 19,7  |     |     |     |      |      |
| 9 – 13 des             | CEO Arxivat 2014-12-19 a Wayback Machine.                                 | 14,0         | amb CiU  | 4,8 | 17,2     | 1,8 | 3,9      | amb CiU  | 5,5  | 4,4 | 4,6         | N/D         | No existeix | 5,4    | 9,0  | 29,4  |     |     |     |      |      |
| 12 nov – 6 des         | ICPS                                                                      | 16,2         | amb CiU  | 8,2 | 19,7     | 1,7 | 3,7      | amb CiU  | 4,5  | 7,0 | 11,1        | N/D         | No existeix | 4,2    | 9,3  | 14,2  |     |     |     |      |      |
| 14 – 17 nov            | GESOP                                                                     | N/D          | amb JxSÍ | 6,9 | amb JxSÍ | 1,4 | 6,4      | 1,9      | 8,9  | 4,8 | 19,5        | 31,3        | No existeix | 3,6    | 3,5  | 11,8  |     |     |     |      |      |
| 14 – 17 nov            | GESOP                                                                     | 16,1         | amb CiU  | 4,3 | 20,0     | 1,3 | 5,5      | amb CiU  | 9,5  | 3,8 | 12,8        | No existeix | No existeix | 5,2    | 5,1  | 16,4  |     |     |     |      |      |
| 29 set – 23 oct        | CEO Arxivat 2014-10-31 a Wayback Machine.                                 | 13,8         | amb CiU  | 5,8 | 21,4     | 2,2 | 3,7      | amb CiU  | 2,2  | 6,2 | 6,2         | No existeix | No existeix | 8,2    | 11,9 | 18,4  |     |     |     |      |      |
| 30 set – 2 oct         | Metroscopia                                                               | 14,8         | amb CiU  | 5,8 | 19,0     | 3,6 | 5,1      | amb CiU  | 4,7  | 3,6 | 4,9         | No existeix | No existeix | 4,4    | 8,2  | 25,9  |     |     |     |      |      |
| 19 – 25 set            | CEO Arxivat 2016-03-03 a Wayback Machine.                                 | 13,1         | amb CiU  | 5,8 | 19,8     | 2,1 | 4,0      | amb CiU  | 5,3  | 2,9 | 3,9         | No existeix | No existeix | 3,8    | 10,4 | 29,1  |     |     |     |      |      |
| 1 – 2 set              | GESOP                                                                     | 8,4          | amb CiU  | 4,9 | 19,0     | 3,4 | 4,5      | amb CiU  | 4,4  | 1,8 | 8,1         | No existeix | No existeix | 6,3    | 9,0  | 30,4  |     |     |     |      |      |
| 16 – 18 juny           | GESOP                                                                     | N/D          | 11,0     | 4,0 | 21,9     | 1,9 | 6,9      | 2,6      | 6,8  | 3,6 | 7,1         | No existeix | No existeix | 7,6    | 6,1  | 20,5  |     |     |     |      |      |
| 16 – 18 juny           | GESOP                                                                     | 11,6         | amb CiU  | 4,6 | 22,4     | 2,6 | 6,8      | amb CiU  | 7,1  | 3,8 | 7,5         | No existeix | No existeix | 8,6    | 7,6  | 17,5  |     |     |     |      |      |
| 24 març – 15 abril     | CEO Arxivat 2016-03-03 a Wayback Machine.                                 | 14,5         | amb CiU  | 6,1 | 20,0     | 1,6 | 5,0      | amb CiU  | 4,0  | 6,4 |             | No existeix | No existeix | 7,5    | 14,8 | 20,1  |     |     |     |      |      |
| 26 – 28 febrer         | GESOP                                                                     | 16,1         | amb CiU  | 6,6 | 19,9     | 2,0 | 7,0      | amb CiU  | 7,5  | 3,9 |             | No existeix | No existeix | 9,8    | 9,3  | 18,0  |     |     |     |      |      |
| 2014                   |                                                                           |              |          |     |          |     |          |          |      |     |             |             |             |        |      |       |     |     |     |      |      |
| 4 – 14 nov             | CEO                                                                       | 17,2         | amb CiU  | 5,6 | 21,1     | 1,4 | 6,2      | amb CiU  | 5,3  | 3,9 | No existeix | No existeix | No existeix | 7,6    | 10,8 | 20,9  |     |     |     |      |      |
| 28 – 30 oct            | Metroscopia                                                               | 15,4         | amb CiU  | 6,7 | 19,4     | 3,6 | 6,6      | amb CiU  | 10,0 | 3,9 | No existeix | No existeix | No existeix | 6,6    | 7,2  | 20,6  |     |     |     |      |      |
| 16 – 18 oct            | GESOP                                                                     | 16,4         | amb CiU  | 7,4 | 22,3     | 3,4 | 7,4      | amb CiU  | 8,1  | 3,3 | No existeix | No existeix | No existeix | 9,3    | 7,1  | 15,6  |     |     |     |      |      |
| 25 set – 10 oct        | ICPS                                                                      | 17,9         | amb CiU  | 9,2 | 21,9     | 2,8 | 7,3      | amb CiU  | 6,8  | 4,3 | No existeix | No existeix | No existeix | 6,5    | 11,4 | 11,8  |     |     |     |      |      |
| 27 set – 3 oct         | CEO Arxivat 2016-03-03 a Wayback Machine.                                 | 17,1         | amb CiU  | 6,0 | 20,8     | 2,8 | 5,5      | amb CiU  | 5,8  | 2,4 | No existeix | No existeix | No existeix | 7,8    | 9,8  | 22,3  |     |     |     |      |      |
| 2 – 7 set              | My Word                                                                   | 11,0         | amb CiU  | 3,4 | 21,6     | 1,9 | 11,2     | amb CiU  | 7,4  | 5,0 | No existeix | No existeix | No existeix | 11,8   | 6,5  | 20,2  |     |     |     |      |      |
| 31 maig – 13 juny      | CEO Arxivat 2015-12-29 a Wayback Machine.                                 | 18,2         | amb CiU  | 6,9 | 22,0     | 2,1 | 7,4      | amb CiU  | 5,1  | 4,8 | No existeix | No existeix | No existeix | 7,4    | 9,9  | 16,2  |     |     |     |      |      |
| 28 – 31 maig           | GESOP Arxivat 2016-03-03 a Wayback Machine.                               | 14,6         | amb CiU  | 5,5 | 20,5     | 3,8 | 8,1      | amb CiU  | 4,8  | 2,3 | No existeix | No existeix | No existeix | 12,5   | 11,1 | 17,0  |     |     |     |      |      |
| 4 – 14 febrer          | CEO                                                                       | 19,3         | amb CiU  | 6,6 | 20,9     | 1,8 | 9,5      | amb CiU  | 4,2  | 4,4 | No existeix | No existeix | No existeix | 6,5    | 8,6  | 18,1  |     |     |     |      |      |
| 14 – 16 gener          | GESOP                                                                     | 19,9         | amb CiU  | 6,9 | 19,1     | 3,5 | 7,5      | amb CiU  | 7,0  | 4,8 | No existeix | No existeix | No existeix | 6,4    | 8,3  | 16,1  |     |     |     |      |      |
| 2013                   |                                                                           |              |          |     |          |     |          |          |      |     |             |             |             |        |      |       |     |     |     |      |      |
| 25 de novembre de 2012 | Eleccions al Parlament de Catalunya Arxivat 2015-07-16 a Wayback Machine. | 20,6         | (15,2)   | 9,7 | 9,2      | 8,7 | 6,6      | (5,4)    | 5,1  | 2,3 |             |             |             | 5,6    | 32,2 | N/D   |     |     |     |      |      |